# Epatite D
L'epatite virale D è una epatite virale causata dal virus HDV, chiamato anche "virus delta" o deltavirus. Essendo un virus difettivo richiede la contemporanea presenza di HBV (in questo caso che funge da helper), di cui utilizza l'involucro pericapsidico con annesse le proteine di superficie (HBsAg). Il genoma contiene diverse sequenze ORF; esso replica mediante un intermedio a RNA.

## Epidemiologia
L'epatite D è ubiquitaria in tutto il mondo; secondo una recente revisione sistematica potrebbero essere infettati fino a 60 milioni di individui.

## Eziopatogenesi
HDV è un virus difettivo che contagia l'uomo solo se è già presente l'HBV (coinfezione o sovrainfezione), il virus responsabile dell'epatite B.
Può esserci una coinfezione da virus delta o una sovrainfezione. Nel secondo caso si può avere una maggiore probabilità di cronicizzazione; nel primo si può avere con una probabilità maggiore un’epatite fulminante che porta rapidamente a morte.

### Trasmissione
Le vie di trasmissione del virus dell'epatite D sono simili a quelle per l'epatite B. L'infezione è in gran parte limitata alle persone ad alto rischio di infezione da epatite B, in particolare tossicodipendenti e persone sottoposte a trasfusioni di sangue o derivati non opportunamente controllate. In tutto il mondo oltre 15 milioni di persone sono co-infettati. HDV è raro nei paesi più sviluppati ed è per lo più associato all'uso di droghe per iniezione. Tuttavia, l'HDV è molto più comune nella regione mediterranea e nell'Africa sub-sahariana, nel Medio Oriente e nella parte settentrionale del Sud America.

## Anatomia patologica
L'epatite D come altre infezioni virali provoca necrosi e infiammazione epatica. Nella fase acuta si osservano infiltrati intralobulare di cellule infiammatorie (linfociti, macrofagi) ed una eosinofilia citoplasmatica. Nell'epatite cronica si osserva necrosi periportale spesso accompagnata da alterazioni nodulari.

## Clinica
L'infezione da virus dell'epatite D è un processo infiammatorio acuto e cronico trasmesso per via parenterale. L'epatite D si replica indipendentemente all'interno degli epatociti ma richiede l'antigene di superficie dell'epatite B per la sua propagazione. La morte cellulare epatica si verifica a causa di effetti citotossici diretti del virus dell'epatite D o di una risposta immunitaria mediata dall'ospite. La trasmissione perinatale è rara. I fattori di rischio includono trasfusioni di sangue e uso di droghe per via endovenosa.

## Trattamento
L'interferone alfa pegilato somministrato per almeno 48 settimane indipendentemente dai modelli di risposta durante il trattamento, viene consigliato da tutte le linee guida pur garantendo un tasso complessivo di risposta virologica sostenuta basso, anche se, si riesce così a garantire un minore tasso di progressione della malattia.
Il trapianto di fegato può essere preso in considerazione per casi di epatite fulminante e malattia epatica allo stadio terminale.

## Prevenzione
La profilassi è uguale a quella per l'epatite B: il vaccino per l'epatite B è infatti sufficiente per evitare l'infezione da epatite D.